# Aoba-ku (Sendai)
Aoba-ku (青葉区?) è uno dei cinque quartieri di Sendai, la più grande città della regione del Tōhoku. Aoba-ku è ampio 302.278 km² e ha una popolazione di 296.551 abitanti, con 147.622 famiglie (marzo 2012).

## Storia
Designato come quartiere il 1 aprile 1989, Aoba-ku prende il nome dal castello Aoba-jō (青葉城?) e dal rilievo Aobayama (青葉山?).
Nel 2003 il castello Aoba-jō, che si ritiene sia stato fondato da Date Masamune (伊達 政宗?), è stato riconosciuto come kinenbutsu (記念物?), monumento storico, dal Governo Giapponese. Il nome ricorre anche nel santuario Aoba-jinja (青葉神社?), fondato nel 1868 per il culto dello spirito deificato di Date Masamune, e nell'Aoba-matsuri (青葉まつり?) una festa tradizionale che si tiene ogni anno nel mese di maggio.